# پریش دسوتو (لوئیزیانا)
دسوتو پریش (به انگلیسی: DeSoto Parish) یک قصبه در ایالات متحده آمریکا است که در لوئیزیانا واقع شده‌است.

## خصوصیات
دسوتو پریش ۲٬۳۱۸٫۰۵ کیلومترمربع مساحت دارد.